# Hyogok-dong
Hyogok-dong (koreanska: 효곡동)  är en stadsdel i staden Pohang i provinsen Norra Gyeongsang i den östra delen av Sydkorea, 270 km sydost om huvudstaden Seoul. Den ligger i det södra stadsdistriktet, Nam-gu. I Hyogok-dong ligger synkrotronljusanläggningen  Pohang Accelerator Laboratory.